# Combattimento di Tauberbischofsheim
Il combattimento di Tauberbischofsheim ebbe luogo il 24 luglio 1866 nel contesto della campagna al Meno dell'esercito prussiano nella guerra austro-prussiana. I prussiani sconfissero l'VIII corpo dell'esercito federale della Confederazione tedesca  (soprattutto truppe di Württemberg). La città di Tauberbischofsheim fu presa. Le truppe federali dovettero ripiegare verso Würzburg. Lì una tregua pose fine ai combattimenti.